# Rovnyj
Rovnyj (in russo остров Ровный?; in italiano "pianeggiante") è un'isola della Russia nel mare di Ochotsk. Amministrativamente appartiene al Karaginskij rajon del Territorio della Kamčatka, nel Circondario federale dell'Estremo Oriente. L'isola si trova nella baia della Penžina, vicino alla costa occidentale della Kamčatka,  all'ingresso della baia Rekinniskaja e a nord della foce del fiume Pustaja. L'isola ha un'altezza di 208 m. A ovest si trova l'isola di Zubčatyj.